# Trebanjski Vrh
Trebanjski Vrh je naselje v občini Trebnje.
Trebanjski Vrh je strnjena vasica v razgibani pokrajini dolenjskih gričev na razglednem istoimenskem hribu (405 m). K naselju spada tudi zaselek Žejnik. Severno od naselja je tesna grapa Močilnice, zgornjega toka Vejarja, ob kateri so zamočvirjeni travniki, ki dajejo slabšo krmo, na severu in vzhodu pretežno bukovi gozdovi, v Žejniku, na Zemljici, v Lazih in v Sejenicah pa vinogradi. Nekdaj so se ukvarjali predvsem z mesno in mlečno živinorejo, tržne viške pa so predstavljali govedo, prašiči in krompir. Ob domačijah so sadovnjaki, ob sadovnjakih njive, sredi naselja pa studenec, kjer so v preteklosti prali perilo. Izpred cerkve svetega Jerneja se odpira razgled po bližnji in daljni okolici, v bližini pa so tudi najdbe iz rimskih časov.